# TSV Fortuna Sachsenross Hannover
TSV Fortuna Sachsenross Hannover is een Duitse sportclub uit Hannover. De clubs is actief in voetbal en petanque. De club werd landelijk bekend door zijn vrouwenvoetbalafdeling die in de jaren tachtig al op hoog niveau speelde en in 1990 medeoprichter was van de Bundesliga en daar tot 1997 speelde. Enkele jaren later werd de vrouwenafdeling opgedoekt. De mannen zijn minder succesvol en spelen in lagere reeksen. In 2014 degradeerde de club uit de Landesliga. 